# Madromys blanfordi
Madromys blanfordi är en däggdjursart som först beskrevs av Thomas 1881.  Madromys blanfordi är ensam i släktet Madromys som ingår i familjen råttdjur. Inga underarter finns listade i Catalogue of Life.
Denna gnagare förekommer i Indien och Sri Lanka. Arten vistas i låglandet och i bergstrakter som är täckta av tropisk städsegrön skog eller av mera torra lövfällande skogar. Madromys blanfordi besöker även buskskogar.
Individerna är aktiva på natten. De vilar på dagen gömda i bergssprickor, trädens håligheter eller självgrävda jordhålor. Födan utgörs främst av växtdelar som kanske kompletteras med insekter. Honor kan ha kullar mellan juni och oktober och per kull föds 2 eller 3 ungar.
Individen som undersöktes vid artens beskrivning (holotyp) hade en kroppslängd (huvud och bål) av 105 mm och en svanslängd av 155 mm. Pälsen var på ovansidan gråaktig och vit på undersidan. Artens svans är mörkare vid roten och nästan vit vid spetsen. Andra exemplar var 98 till 110 g tunga, hade 3,2 till 3,7 cm långa bakfötter och 2,5 till 2,7 cm långa öron. Antalet spenar hos honor är tre par. Madromys blanfordi har en diploid kromosomuppsättning med 36 kromosomer (2n=36).